# Ориярви
Ориярви — пресноводное озеро на территории сельского поселения Зареченск Кандалакшского района Мурманской области.

## Общие сведения
Площадь озера — 22,9 км², площадь водосборного бассейна — 205 км². Располагается на высоте 78,6 метров над уровнем моря.
Форма озера лопастная, продолговатая: оно более чем на двадцать километров вытянуто с запада на восток. Берега изрезанные, каменисто-песчаные, преимущественно возвышенные, скалистые.
Из залива на южной стороне озера вытекает река Визи, протекающая через озеро Визиярви и впадающая в Тумчаозеро, которое соединяется с Сушозером. Через последнее протекает река Ковда, впадающая, в свою очередь, в Белое море.
В озере расположено более полусотни безымянных островов различной площади, рассредоточенных по всей площади водоёма.
Вдоль южного берега Ориярви проходит лесная дорога.
Населённые пункты вблизи водоёма отсутствуют.
Код объекта в государственном водном реестре — 02020000611102000001235.